# Acrotaeniostola fuscinotum
Acrotaeniostola fuscinotum es una especie de insecto del género Acrotaeniostola de la familia Tephritidae del orden Diptera.

## Historia
Hering la describió científicamente por primera vez en el año 1938.